# Aleksandr Kvitașvili
Alexander Kvitashvili (în georgiană ალექსანდრე [სანდრო] კვიტაშვილი, Alek'sandre Kvitashvili; în ucraineană Олександр Квіташвілі; n. 15 noiembrie 1970, Tbilisi, Republica Sovietică Socialistă Gruzină, URSS) este un manager în domeniul sănătății publice și funcționar guvernamental din Georgia și Ucraina. El este un fost ministru al sănătății din Ucraina, numit la 2 decembrie 2014, primind cetățenia ucraineană în aceeași zi. Kvitașvili a fost ministru al sănătății în Georgia în perioada 2008-2010 și rector al Universității de Stat din Tbilisi (TSU) în perioada 2010-2013.

## Educație și carieră
Născut în Tbilisi, capitala Georgiei sovietice de atunci, Kvitașvili a absolvit Universitatea de Stat din Tbilisi cu o diplomă în istorie în 1992. În cadrul Programului de burse Edmund S. Muskie, și-a continuat studiile la Robert F. Wagner Graduate School of Public Service, unde a obținut masteratul în management public în 1993. După ce a lucrat în departamentele financiar și administrativ ale Spitalului Memorial Grady, Kvitashvili s-a întors în Georgia în 1993 și a lucrat în Programul Națiunilor Unite pentru Dezvoltare, Comitetul Metodist Unit pentru Ajutor, fondul internațional al ONG-ului georgian Curatio și Institutul EastWest. El a consultat diferite organizații internaționale cu sediul în Azerbaidjan, Letonia, Ucraina, Armenia și Grecia cu privire la aspectele legate de educație, sănătate și securitate socială.

### Ministru al sănătății

#### Georgia
La 31 ianuarie 2008, Kvitașvili a fost numit de către președintele Georgiei Miheil Saakașvili în funcția de ministru al Sănătății, Muncii și Afacerilor Sociale din Georgia. El a demisionat la 31 august 2010, invocând „o propunere din partea cercurilor academice” de a fi rector interimar al Universității de Stat din Tbilisi, funcție pe care a preluat-o în septembrie 2010. A fost rector ales al UTS din 27 decembrie 2010 până la demisia sa din 12 iunie 2013.

#### Ucraina
La 2 decembrie 2014 Kvitașvili a fost numit ministru al sănătății din Ucraina în cel de-al doilea guvern Iațeniuk cu speranța de a reforma sistemul de sănătate al țării. În aceeași zi, președintele Petro Poroșenko i-a acordat cetățenia ucraineană. „Lucrez la reforme în Ucraina în ultimele trei luni, dar dragostea mea pentru această țară are o istorie mult mai lungă ... Am acceptat propunerea de a lucra în guvernul ucrainean datorită profundului meu respect față de Ucraina. Sunt mândru că sunt un cetățean al acestei mari națiuni, care are un viitor extraordinar”, a comentat Kvitașvili numirea sa. Prim-ministrul în exercițiu al Georgiei, Irakli Garibașvili, a reacționat negativ la această știre, acuzându-l pe Kvitașvili de „distrugerea” sistemului de sănătate al Georgiei.
La 2 iulie 2015, Kvitashvili și-a dat demisia după ce a pierdut sprijinul Blocului Petro Poroșenko; el declara „Dacă demisia mea ajută la adoptarea proiectelor de lege necesare lansării reformei, sunt gata să plec”. Parlamentul ucrainean i-a respins cererea de demisie la 17 septembrie 2015, reepetând acest gest de mai multe ori ulterior în acel an. La 10 decembrie 2015, Kvitașvili a comentat refuzul parlamentului de a-i accepta demisia: „Nu contează, am lucrat din iulie cu același grafic și efort pe care l-am avut înainte”. El și-a retras public cererea de demisie la 4 februarie 2016. Nu și-a păstrat postul în guvernul Groisman, care a fost instituit la 14 aprilie 2016.